# Gizi Bajor

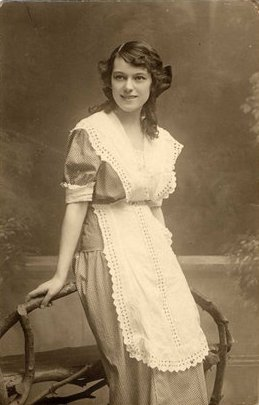
Annuska - Gizi Bajor

Gizi Bajor sau Gizi Bayor (n. 19 mai 1893, Budapesta, Austro-Ungaria – d. 12 februarie 1951, Budapesta, Republica Populară Ungară) a fost o actriță maghiară de teatru și film. A fost membru pe viață al Teatrului Național din Budapesta, din 1925, ca o recunoaștere a talentului său excepțional și a primit Premiul Kossuth în 1948.

## Biografie
Gizi Bajor (născută Gizella Beyer) s-a născut la 18 mai 1893, în Budapesta. Bunica ei a fost baroneasa Weiss von Hortenstein. Tatăl ei, Beyer Marcell, a fost un inginer minier cu origini șvabe dunărene, iar mama ei, Ágnes Valenčič, era de origine sloveno-italiană. Părinții ei au condus Cafeneaua Báthory din Piața Kálvin, unde Bajor a descoperit pentru prima dată viața de noapte a orașului, publicul ei ulterior.
După ce a studiat la o școală de fete, condusă de maicile de la Institutum Beatae Mariae Virginis, Gizi Bajor a studiat la Universitatea de Artă Teatrală și Cinematografică din Budapesta în perioada 1911-1914. Lăudată de profesori și critici, a fost angajată la Teatrul Național din Budapesta imediat după absolvirea Universității de Artă Teatrală. Cu excepția sezonului 1924-1925, când a făcut parte din trupa Teatrului Magyar, Gizi Bajor a jucat pe scena Teatrului Național din Budapesta până la moartea ei.
În 1918 a jucat (ca Bayor Gizi) în filmul A 100.000 koronás ruha, regizat de Márton Garas.
La 2 august 1920 s-a căsătorit la Budapesta cu avocatul János Ödön Vajda (fiul lui Ignác Vajda și Rózsa Friedmann), iar căsnicia s-a încheiat în 1927.
La 12 martie 1929 s-a căsătorit cu Ferenc Paupera, membru al Parlamentului și președinte al Băncii de Credit Funciar din Erzsébetváros, Budapesta. După falimentul bancherului și eșecul încercărilor sale de a economisi bani, cei doi soți au divorțat în 1932.
În timpul celui de-al Doilea Război Mondial, a ascuns soldați dezertori și familii de evrei în vila ei din Hegyvidék (sectorul al XII-lea din Budapesta), inclusiv pe cel de-al treilea soț al său, care era de origine evreiască, profesorul universitar Tibor Germán.
În 1951 Tibor Germán, care era bolnav mintal și confuz, temându-se că soția sa a fost amenințată de diverse boli (surditate și cancer la creier), a ucis-o și apoi s-a sinucis. În 2011 a fost realizat un film de televiziune despre acest eveniment tragic, intitulat Ármány és szerelem Anno 1951.
Fiul ei, Miklós Vajda, a scrie despre actriță în mai multe dintre lucrările sale.

## Roluri de teatru

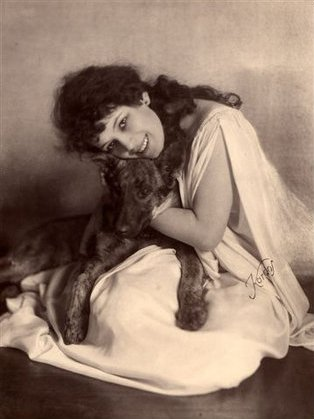
Bajor Gizi ca Julieta în Romeo și Julieta

Cel mai mare succes l-a obținut pe scenă, unde a avut o interpretare actoricească admirabilă.
- Annuska (Géza Gárdonyi)
- Erzsébet (Sándor Bródy : A dada)
- Julieta (Shakespeare : Romeo și Julieta)
- Titania (Shakespeare : Visul unei nopți de vară)
- Minna (Gotthold Ephraim Lessing: Minna von Barnhelm)
- Anna (Niccodemi: Hajnalban, délben, este)
- Leila (Ernő Szép : Azra)
- Zília (Jenő Heltai : A néma levente)
- Cecile (Ferenc Herczegh: Kék róka)
- Donna Diána (Moreto)
- Marguerite Gauthier (Alexandre Dumas: Doamna cu camelii)
- Cleopatra (Shakespeare : Antonius și Cleopatra)
- Contesa Diana (Lope de Vega : Câinele grădinarului)
- Anna (Tolstoi – Volkov: Anna Karenina)
- Lady Milford (Friedrich Schiller : Intrigă și dragoste)

## Filmografie
- A 100.000 koronás ruha (1918)
- Féltestvérek (1918)
- Júlia kisasszony (1919)
- Az ösasszony (1919)
- A csempészkirály (1919)
- Petőfi (1921)
- A megbűvöltek (1921)
- Rongyosok (1925)
- Az orvos titka (1930)
- Kacagó asszony (1930)
- Halló, Budapest (1935)
- Két fogoly (1937)
- A szűz és a gödölye (1941)

## Premii
Gizi Bajor a devenit membru pe viață al Teatrului Național, în 1925, ca o recunoaștere a talentului său excepțional.
A primit Coroana Corvinului (Corvin-koszorú, în 1930), Ordinul Libertății (Szabadságrend, în 1945), Ordinul Crucea Republicii (Köztársasági Érdemrend Tisztikeresztje, în 1947), Premiul Kossuth (Kossuth-díj, în 1948) și a primit titlul de Artist Emerit (Kiváló művész, în 1950).

## Moștenire
Gizi Bajor este considerată unul dintre cei mai influenți actori maghiari din secolul al XX-lea. Ea a fost inclusă în Sala
Faimei a Teatrului Național în 1925 și a fost una dintre primele actrițe care a primit prestigiosul Premiu Kossuth în 1948. Fosta ei vilă este acum casa Bajor Gizi Színészmúzeum, muzeul dedicat actriței.  Acesta a fost deschis publicului la 12 februarie 1952, la inițiativa actriței Gobbi Hilda.

## Vezi și
- Listă de actori maghiari